# Ravel (cantor)
Ravel, nome artístico de Franciliano Ferreira da Cruz (Rio de Janeiro, 16 de maio de 1973), é um cantor, compositor e multi-instrumentista brasileiro de música sertaneja, notório no segmento religioso como integrante da dupla Rayssa & Ravel.
Em carreira solo, produziu os álbuns Arrebatamento (1994) e Um Milagre (1995). Como compositor, assinou músicas para vários artistas religiosos e não-religiosos, como Paquitas ("Se Existe Alguém"), Elaine de Jesus ("Explodir de Poder"), Bruna Karla ("Outra Vez"), Pamela ("Contar as Estrelas") e Cassiane ("Dia Inesquecível"), além de escrever várias músicas com sua irmã, Rayssa, para duplas sertanejas como Gian & Giovani ("Por Ela") e Daniel & Samuel.
Após o fim da dupla Rayssa & Ravel em 2018, o cantor decidiu dar seguimento à sua carreira solo. Em maio de 2019, lançou o álbum Um Novo Tempo, produzido por Rogério Vieira, pela gravadora carioca Graça Music.

## Discografia
- 1994: Arrebatamento
- 1995: Um Milagre
- 2019: Um Novo Tempo